# Arkhalig

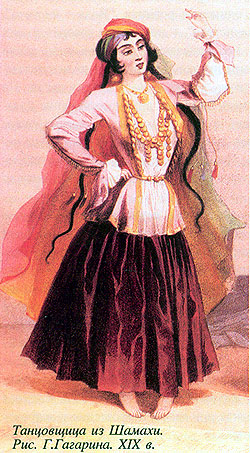
Una danzatrice azera del XIX secolo, di Şamaxı, che indossa un arkhalig

Un arkhalig (in azero arxalıq "ciò che c'è dietro"; in georgiano ახალუხი?; in armeno արխալուղ?; in persiano ارخالق‎) fa parte dell'abito tradizionale maschile e femminile dei popoli del Caucaso e dell'Iran. L'arkhalig ha origine dal "beşmet", un abbigliamento turco esterno più tardi indossato dai cosacchi.
Un arkhalig è una giacca lunga a vita stretta realizzata con vari tipi di tessuto, come seta, raso, cashmere e velluto, tradizionalmente a seconda dello stato sociale del suo proprietario. Gli arkhalig maschili possono essere sia monopetto (con chiusura a gancetti) che doppiopetto (con bottoni). Nel periodo freddo viene indossato una čocha sopra un arkhalig. Gli arkhalig femminili sono spesso ornati ed hanno ampie maniche lunghe che si allargano sui polsi. Un arkhalig femminile può anche essere adornato con una striscia di pelliccia lungo i bordi, lacci e alamari modellati, o decorato con ricami dorati.
L'arkhalıg è dotato di maniche, o tagliate a tinta unita, o semplici al gomito e poi tagliate fino al polso, o, del tipo chiamato lelufar (lingua persiana, nīlūfar che significa giglio), svasate dal gomito come la campana di un giglio e rifinite con ulteriori 4 cm. di fodera all'interno.
L'arkhalig fu in grande voga fino agli anni 1920.